# Probo di Napoli
Probo di Napoli (Napoli, II secolo – Napoli, 203) è stato un vescovo romano, venerato come santo dalla Chiesa cattolica.
Fu il quarto vescovo di Napoli dalla morte del suo predecessore, San Marone, fino all'ingresso del suo successore nel 203, San Paolo.